# Sōryū (hangarfartyg)

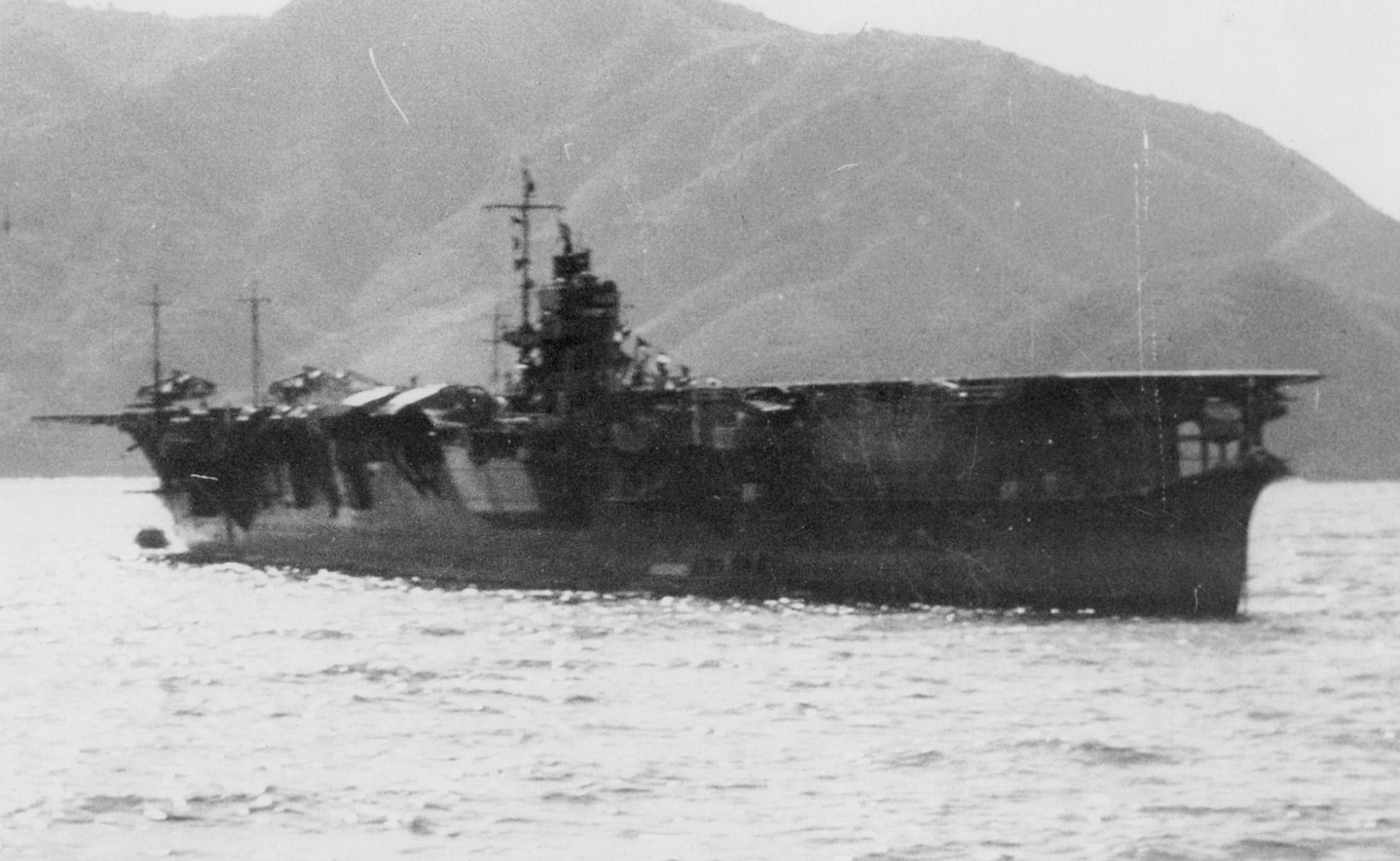
Sōryū vid ankar utanför Kurilerna strax före attacken mot Pearl Harbor

Sōryū var ett hangarfartyg i den kejserliga japanska flottan. Namnet betyder "Grön (eller blå) drake". Fartyget mätte 227,5 meter och hade plats för 72 flygplan ombord. Hon deltog i det andra kinesisk-japanska kriget, invasionen av Franska Indokina, attacken mot Pearl Harbor, slaget om Wake Island, slaget om Nederländska Indien, bombningen av Darwin, räderna i Indiska oceanen och sänktes av amerikanska störtbombare under slaget vid Midway 1942.